# Костелево (Болгария)
Костелево (болг. Костелево) — село в Болгарии. Находится в Врачанской области, входит в общину Враца. Население составляет 707 человек.

## Политическая ситуация
В местном кметстве Костелево, в состав которого входит Костелево, должность кмета (старосты) исполняет Невена Ангелова Цекова (Болгарская социалистическая партия (БСП)) по результатам выборов правления кметства.
Кмет (мэр) общины Враца — Тотю Младенов Младенов (Граждане за европейское развитие Болгарии (ГЕРБ)) по результатам выборов в правление общины.